# La Mécanique du talion
La Mécanique du talion est un roman de science-fiction de Laurent Genefort publié en 2003 aux éditions L'Atalante.

## Résumé
Le héros, Kovall, a survécu à différentes épreuves... Il s'est à présent procuré une nouvelle identité : il s'appelle désormais Valrin. La rage l'a envahi. Va-t-il se venger de ce qu'on lui a fait subir ? Finalement, peu lui importe le pouvoir de l'ennemi. De planète en astéroïde, de vaisseau en arcologie, il découvre peu à peu une conspiration d'envergure cosmique dont l'enjeu est la maîtrise de la Galaxie.